# پرچم الب (جزیره)
پرچم الب (جزیره) در ۴ مه ۱۸۱۴ پذیرفته شد.